# Синміхай-де-Педуре
Синміхай-де-Педуре (рум. Sânmihai de Pădure) — село у повіті Муреш в Румунії. Входить до складу комуни Бейка-де-Жос.
Село розташоване на відстані 271 км на північ від Бухареста, 31 км на північний схід від Тиргу-Муреша, 97 км на схід від Клуж-Напоки, 132 км на північний захід від Брашова.

## Населення
За даними перепису населення 2002 року у селі проживали 280 осіб. Усі жителі села рідною мовою назвали румунську.
Національний склад населення села:
| Національність | Кількість осіб | Відсоток |
| -------------- | -------------- | -------- |
| румуни         | 275            | 98,2%    |
| цигани         | 5              | 1,8%     |